# Hlothhere de Kent
Hlothhere (també escrit Lotari o Clotari) va ser rei de Kent entre el 673 i el 685, després de la mort del seu germà, Ecgberht.Al començament sota la regència de la seva mare, Seaxburh d'Ely.

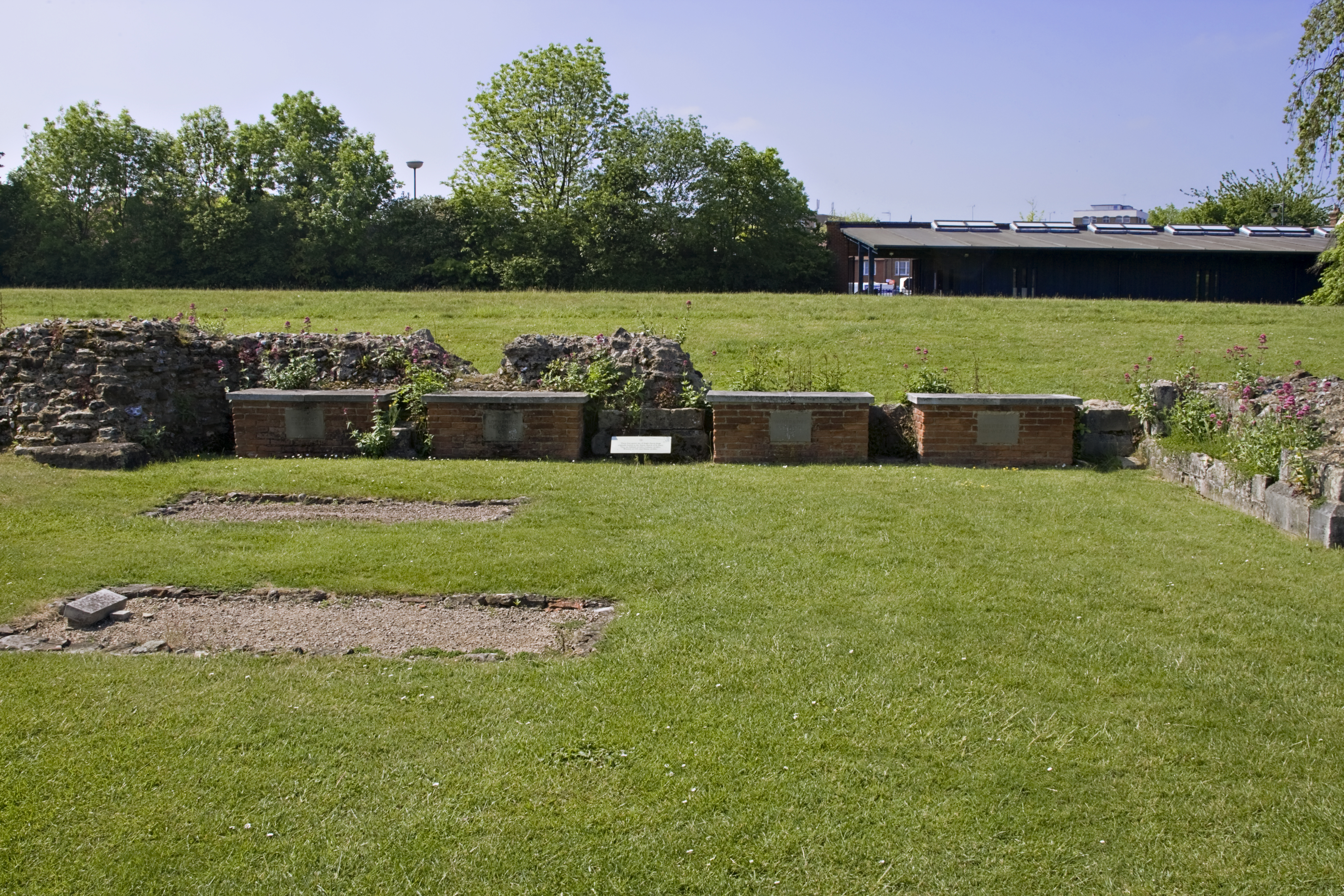
Tombes dels reis de Kent, en l'antiga abadia de sant Agustí de Canterbury. La de Hlothhere és la segona començant per l'esquerra.

Durant el seu regnat, l'any 676 el rei Æthelred de Mèrcia va envair Kent i va causar gran destrucció; segons narra Beda no van respectar ni les esglésies ni els monestirs i Rochester va quedar destruïda.
Tanmateix, el reialme de Hlothhere va superar aquest embat. Sembla que durant un temps va compartir el govern amb Eadric, el seu nebot, fill d'Ecgberht I, ja que es conserva un codi legal signat per tots dos. El 685, Eadric va ser exiliat i va tornar amb un grup de saxons del sud per matar Hlothhere. Després d'un enfrontament armat, Hlothhere va morir de les ferides causades durant la batalla.
Hlothhere és el primer monarca de Kent del qual se'n conserven cartes de donacions. En una carta de donacions, de la qual se'n conserva una còpia del segle xv, datada de l'1 d'abril del 675, el primer any del seu regnat, entra en conflicte amb la data proporcionada per Beda. Una altra carta està datada en el 679 i es conserva en la seva forma original. Dues cartes més atribuïdes a Hlothere (S1648, S1648a), podrien ser còpies alterades de cartes de Swæfheard (S10) i de Swæfberht (S11).